# AS Pineto Calcio
Associazione Sportiva Pineto Calcio, zkráceně jen Pineto je italský fotbalový klub hrající v sezóně 2024/25 ve 3. italské fotbalové lize sídlící ve městě Pineto v regionu Abruzzo.
Klub byl založen říjnu 1962 jako Associazione Sportiva Pineto Calcio.

## Změny názvu klubu
- 1962/63 – AS Pineto Calcio (Associazione Sportiva Pineto Calcio)

## Získané trofeje

### Vyhrané domácí soutěže
- 4. italská liga (1x)

2022/23

## Účast v ligách
| Úroveň soutěže | Název soutěže (nynější název) | První hraná sezona | Poslední hraná sezona | celkem odehraných sezon |
| -------------- | ----------------------------- | ------------------ | --------------------- | ----------------------- |
| 3              | Serie C                       | 2023/24            | 2024/25               | 2                       |
| 4              | Serie D                       | 1977/78            | 2022/23               | 8                       |
| 5              | Eccellenza                    | 1983/84            | 1997/98               | 14                      |